# Institut del Temple
L' Institut del Temple, conegut en hebreu com a Machon HaMikdash ( hebreu: מכון המקדש‎), és una organització a Israel centrada en l'establiment del Tercer Temple. Els seus objectius a llarg termini són construir el tercer temple jueu a la Muntanya del Temple, al lloc ocupat per la Cúpula de la Roca, i restablir el culte sacrificial dels animals. Aspira a aconseguir aquest objectiu mitjançant l'estudi de la construcció i el ritual del temple i mitjançant el desenvolupament d'objectes, peces de vestir i plans de construcció reals del ritual del temple adequats per a l'ús immediat en les condicions de l'esdeveniment permeten la seva reconstrucció. L'institut també gestiona un museu al barri jueu de la Ciutat Vella de Jerusalem. El seu actual director general és Dovid Shvartz. El multimilionari de Nova York Henry Swieca ha donat suport a l'institut i el govern israelià també ha proporcionat finançament.

## Activitats

### Construcció d'objectes rituals del temple
Com a part del seu esforç continu per preparar-se per a un futur temple reconstruït, l'Institut del Temple ha estat preparant objectes rituals adequats per al seu ús. Molts dels més de noranta articles rituals que s'utilitzaran al Temple han estat fets per l'Institut del Temple.
A partir de juny de 2008, un projecte important de l'institut va ser la creació de l'uniforme sagrat del Kohen Gadol, el gran sacerdot, i els sacerdots ordinaris. Aquest projecte, culminació d'anys d'estudi i recerca, ja feia uns quants anys que estava en marxa. L'Institut del Temple també està dissenyant les peces de vestir per als sacerdots laics.

## Polèmiques

### Reconstrucció d'un temple jueu a la Muntanya del Temple
Encara que el judaisme ortodox en general està d'acord que el temple de Jerusalem serà i hauria de ser reconstruït, hi ha un desacord substancial sobre si això hauria de passar per mans humanes o divines. L'Institut del Temple interpreta l'opinió del Rambam ( Maimònides ) com dient que els jueus haurien d'intentar construir el temple ells mateixos, i tenir una mitsvà (obligació) de fer-ho si poden. L'opinió del Rambam, però, és controvertida i ha despertat una oposició substancial.

## Galeria d'imatges

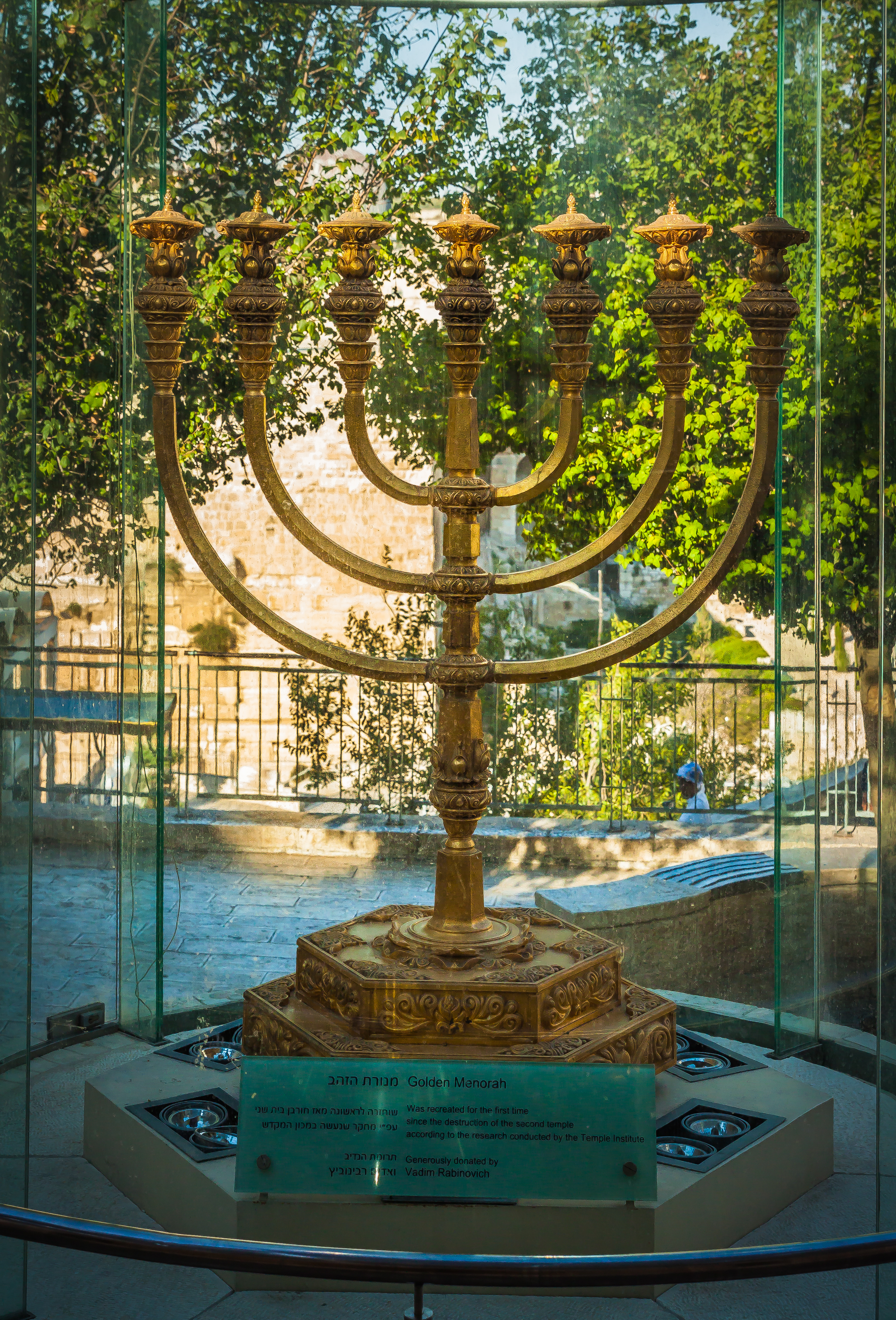
La maqueta del Temple Menorah al costat del Temple Institute
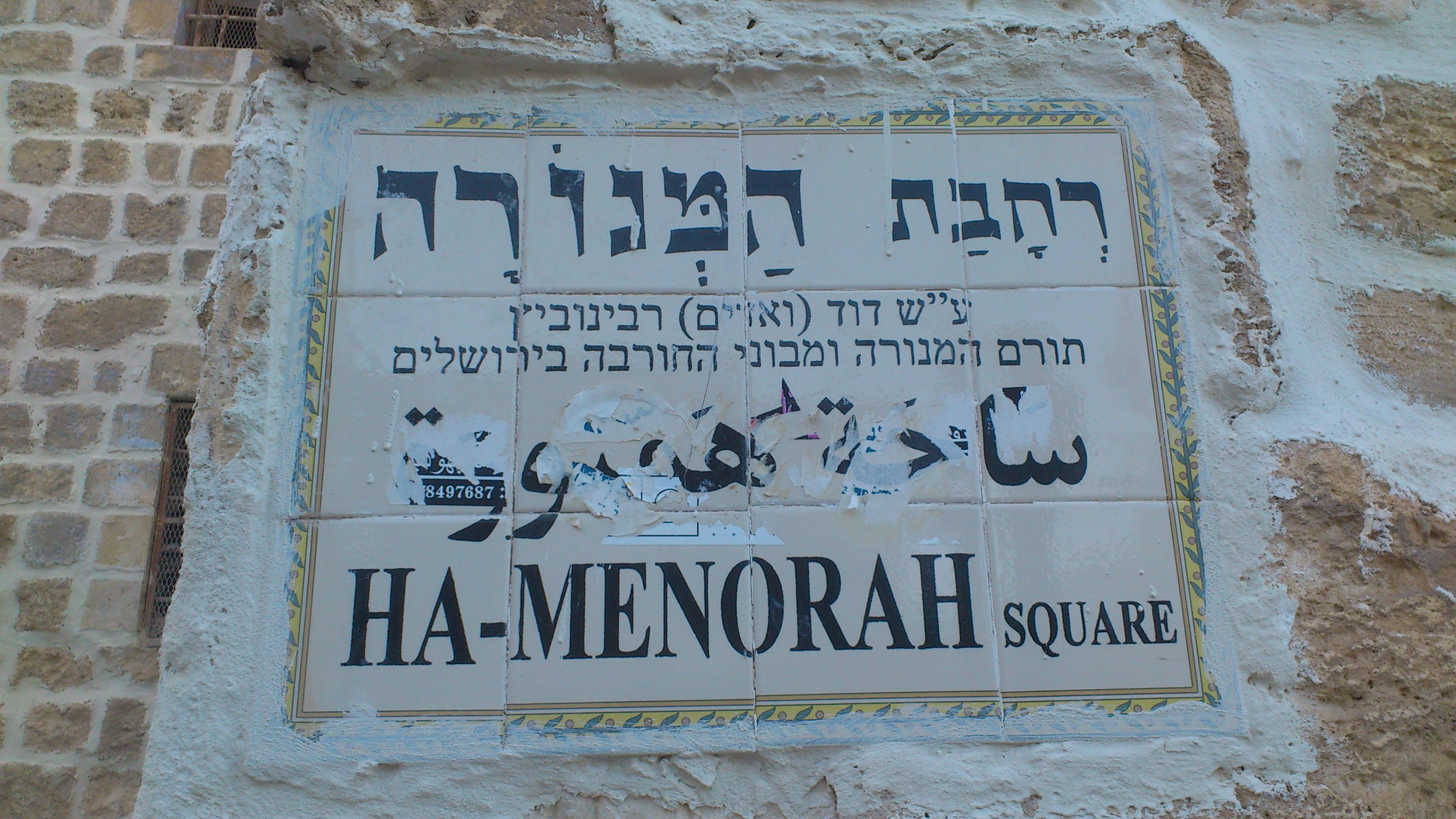
La plaça Menorah i mirador al Mont del Temple al costat de l'Institut del Temple